# Liste der Kulturdenkmäler in Berg (Taunus)
In der Liste der Kulturdenkmäler in Berg sind alle Kulturdenkmäler der rheinland-pfälzischen Ortsgemeinde Berg aufgeführt. Grundlage ist die Denkmalliste des Landes Rheinland-Pfalz (Stand: 8. Dezember 2023).

## Einzeldenkmäler
| Bezeichnung | Lage                | Baujahr                | Beschreibung | Bild            |
| ----------- | ------------------- | ---------------------- | --- | --------------- |
| Wohnhaus    | Lindenstraße 4 Lage | 18. Jahrhundert        | Fachwerkhaus, verputzt und verschiefert, wohl aus dem 18. Jahrhundert                                                    | Fotos hochladen |
| Hofanlage   | Mühlbachweg 1 Lage  | 19. Jahrhundert        | dreiseitige Hofanlage mit modernisiertem Wohnhaus, Stallgebäude aus Bruchstein und Fachwerk und Scheune, 19. Jahrhundert | Fotos hochladen |
| Wohnhaus    | Schulstraße 10 Lage | frühes 19. Jahrhundert | kleines Fachwerkhaus, teilweise massiv, frühes 19. Jahrhundert; Nebengebäude, teilweise Bruchstein                       | Fotos hochladen |